# West Memphis
West Memphis é uma cidade localizada no estado americano de Arkansas, no Condado de Crittenden, sendo a maior do condado. Local onde se passa o famoso Caso do Trio de West Memphis.

## Demografia
Segundo o censo americano de 2000, a sua população era de 27.666 habitantes.
Em 2006, foi estimada uma população de 28.092, um aumento de 426 (1,5%). É a 18º maior cidade do estado de Arkansas, atrás Bella Vista (Arkansas).

## Geografia
De acordo com o United States Census Bureau, a localidade tem uma área de 68,8 km², dos quais 68,6 km² cobertos por terra e 0,2 km² cobertos por água. West Memphis localiza-se a aproximadamente 67 m acima do nível do mar.

## Localidades na vizinhança
O diagrama seguinte representa as localidades num raio de 24 km ao redor de West Memphis.